# Casa Marc (Reus)
|  | Aquest article tracta sobre l'edifici de Reus. Vegeu-ne altres significats a «Palau Marc». |

La Casa Marc, també coneguda com cal March o ca Borràs de March, és un edifici situat al carrer de Sant Joan de Reus (Baix Camp), inclòs en l'Inventari del Patrimoni Arquitectònic de Catalunya.

## Història
Va ser feta construir el 1762 per Antoni de Folch i de Peirí (1730-1791), terratinent i cavaller nascut a Vinyols, poc abans del seu casament amb Magdalena de March i Santgenís, filla de Salvador de March i Bellver, comerciant reusenc constructor del Palau Marc de Barcelona, el 1763. En quedar-se vidu el 1764, es tornà a casar amb Teresa de Miró i de March, filla de Pau Miró i Claveguera. El 1786 va ser adquirida pel seu cunyat Bonaventura de March i de Santgenís, corresponsal a Reus dels negocis del seu pare.
Durant la Guerra del Francès s'hi instal·là l'Audiència del Principat, i segons la tradició, també la Casa de la Moneda de Catalunya. La recuperà la família, i el fill de Bonaventura March, Josep Antoni de March i Virgili encara la posseïa el 1836. Tomàs de Marc i Martí, germà de Josep Antoni, llogà la casa al Casino Reusense, entitat pionera en l'associacionisme de Reus, que s'hi va estar fins a la seva dissolució el 1865. A diferència d'altres casals reusencs, la família recuperà la seva propietat. El 1907 la seva propietària, que hi residia, era Caterina de March. El 1918, el seu fill Joaquim Borràs i de March se'n va fer càrrec.
A la Dictadura de Primo de Rivera, part del pis principal el va ocupar el partit únic i oficial d'Unión Patriótica. Durant la Guerra Civil la va confiscar Estat Català, ja que el marit de la propietària militava en aquesta organització, per evitar espoliacions per part d'altres partits o organitzacions. En la postguerra la confiscà la Falange Femenina i després l'organisme sindical feixista, la CNS. Quan aquesta organització va anar a un edifici de nova construcció, l'alcalde Joan Bertran tornà les claus als propietaris. Els baixos de l'edifici, que havien estat ocupats per la impremta del diari republicà, portaveu d'Acció Catalana, Les Circumstàncies, van ser ocupats en la postguerra per un gimnàs i després per la Organización Juvenil Española. Va ser mutilada el 1969 amb l'enderroc del terrat que hi havia al lateral esquerre de l'edifici i la construcció d'un bloc de pisos.

## Descripció
Edifici en cantonada, de planta trapezoïdal amb baixos, entresòl, pis noble i golfes. La façana principal és plana i simètrica segons l'eix de l'edifici. L'accés principal és una portassa de dues fulles, d'arc compost rebaixat amb motllures compostes i guarda-rodes. A ambdós costats hi ha dos portals menors, d'arc rebaixat, amb balcons amb ampit a sobre. En el primer pis els balcons tenen peanya, i finestres de ventilació a les golfes. La façana lateral és plana tot presentant finestres i balcons.
L'edifici és bastit al voltant d'un pati interior amb l'escala d'accés al primer pis. La coberta és inclinada a dues aigües, tremujals, imbricacions i ràfec amb cornisa. Els murs són arrebossats i reforçats amb pilars i arcs rebaixats. Hi ha obertures de façana amb arcs de descàrrega de maó. Exteriorment és d'una gran sobrietat. Paviment de pedra a l'entrada i escales, amb mosaic hidràulic al pis. L'interior no guarda cap element d'interès artístic, però cal destacar l'estructura modular que fa que els sostres estiguin a una alçada proporcional a l'amplada variable de les diverses sales. L'antiga sala de ball, damunt de la portalada, conserva la seva estructura, i és fama que en una festa, el general Prim hi entrà a cavall.